# Metro (группа)
Metro — одна из ведущих рок-групп Венгрии 1960-х годов. В 1966 году была в Венгрии по популярности на 2-м месте после группы «Illés» и получила приз «Серебряная гитара». В 1969 году заняла 2-е место на национальном телефестивале Táncdalfesztivál.

## История
История этой рок-команды началась в 1960 году, когда гитарист Зоран Стеванович (Sztevanovity Zorán) создал группу «Zenith». В её составе были его брат гитарист Душан Стеванович (Sztevanovity Dusán), пианист Андраш Рудош (Rudas András), саксофонист Зольтан Элекеш (Elekes Zoltán), бас-гитарист Била Мако (Maka Béla) и барабанщик Иштван Балинт (Bálint István). Сперва они выступали в баре Западного Вокзала «Hangulat», а в 1961 году заключили контракт с клубом «Metró». Они исполняли хиты зарубежных исполнителей вроде «Shadows», Roy Orbison, Duane Eddy и «Ventures», которые в то время не выпускались в Венгрии и были не известны публике. Музыканты слышали эти песни в передачах различных западных радиостанций, в том числе Радио Люксембург. Благодаря им в клубе «Metró» стал ошеломительно популярен танец «твист», и даже была открыта школа танца. В результате группа взяла себе новое название «Metro».
В 1961 году музыканты выступали в Молодёжном Парке Буды совместно с группами «Bergendy», «Kék Csillag» и «Scampolo». Они собирались также выступить на конкурсе талантов «Ki mit tud?», но из-за техническим проблем с усилителем были вынуждены отказаться от участия. Поскольку по правилам этого конкурса, в нём нельзя было участвовать дважды, в 1962 году группа «Metro» появилась на «Ki mit tud?» в качестве сопровождения Zorán’а, который таким образом начал свою сольную карьеру. Исполненная им венгерская копия хита «Summertime» Джорджа Гершвина имела большой успех и выиграла на конкурсе. По традиции победители посетили СССР и выступили в нескольких городах и местном телевидении.
В первой половине 60-х клуб «Metró» несколько раз переезжал, пока, наконец, в 1965 году не оказался на улице Dohány в доме номер 22. Состав группы к тому времени тоже несколько раз изменился: барабанщиком стал Дьёзё Бруннер (Brunner Győző), саксофонистом Антал Зентаи (Zentai Antal), а бас-гитаристом Ференц Бокань (Bokány Ferenc) из «Atlantis». На вечерних выступлениях к группе часто присоединялись такие эстрадные звёзды как Кати Ковач, Жужа Конц, Шаролта Залатнаи и Мари Виттек (Wittek Mari). Как правило, репертуар музыкантов состоял из песен британских или американских исполнителей, таких как Roy Orbison, «Shadows», «Kinks», Duane Eddy, Del Shannon, «Spotnicks», Chris Andrews, «Rolling Stones», Cliff Richard, «Honeycombs», John Leiton, «Manfred Mann», Elvis Presley, «Beatles» и «Ventures». В 1965 году в Парке Буды группа исполнила также музыкальную версию «Невидимого Легиона» венгерского писателя-фантаста начала XX века Rejtő Jenő. Постановка получила у публики большой успех, но подверглась критике в прессе. В том же году новым бас-гитаристом группы стал Карой Френрейс (Frenreisz Károly), а за клавишные сел Отто Шёк (Schöck Ottó).
В 1966 году Отто Николич (Nikolits Ottó) и Янош Борош (Boros János) представили на телефестивале Táncdalfesztivál песню «Mi fáj», написанную участниками «Metro», которая дошла до финальной части состязания и возглавила национальные чарты. С тех пор группа приняла решение исполнять свои собственные песни и начала записывать первые синглы. Наиболее талантливым автором лирики оказался Dusán. Вскоре музыканты удостоились награды «Серебряная гитара», заняв 2-е место после группы «Illés», которая была признана «бит-группой 1966 года». В 1967 году в фильме «Ezek a fiatalok» («Эта молодёжь»), автором которого был Banovich Tamás, группа «Metro» появилась наравне с венгерскими «Illés», «Omega», Жужей Конц и Шаролтой Залатнаи. Музыканты исполнили в фильме песню «Gyémánt és arany» («Бриллианты и золото»), которая длительное время возглавляла престижный хит-парад Молодёжного Журнала (Ifjúsági Magazin Slágerlistá). В том же году их композиция «Végre itt van az óra» снова дошла до финального этапа Táncdalfesztivál’67.
Весной 1968 года Frenreisz Károly и Brunner Győző эмигрировали в Западную Европу, и их места в группе заняли бас-гитарист Габор Редеи (Rédey Gábor) и барабанщик Андраш Веселинов (Veszelinov András) из «Atlantis». Однако через полгода эмигранты неожиданно вернулись в Венгрию и в родной коллектив, после чего Rédey Gábor перешёл в «Neoton», а Veszelinov András в «Syrius». Тем временем Zorán договорился с концертными промоутерами ФРГ о серии концертов группы в Западной Европе. Zorán принял участие в Táncdalfesztivál’68 с песней «Fehér sziklák», авторами которой были Fényes Szabolcs и S. Nagy István, которая заняла 2-е место. На следующий год на Táncdalfesztivál’69 уже группа «Metro» заняла 2-е место с композицией «Régi kép: szobrok», которую написали Dusán и Schöck Ottó. В том же году музыканты записали дебютный альбом «Metro», материал которого содержал несколько хитов: «Citromízű banán», «Mária volt» и «Ülök egy rózsaszínű kádban». А ещё год спустя вышел первый концертный альбом группы «Egy este a Metro Klubban…», который получил невероятный успех и был № 5 в годовом Slágerlistá'70 TOP10 альбомов. Композиция «Kócos kis ördögök» стала национальным шлягером (№ 1 в Ifjúsági Magazin Slágerlistá и № 4 в годовом Slágerlistá'70 TOP20).
В 1971 году Schöck Ottó покинул группу, и место клавишника занял Янош Фогараши (Fogarasi János). Но через какое-то время группу постигла ещё одна потеря: Frenreisz Károly ушёл в группу «Locomotiv GT», созданную на основе виртуальной супер-группы, составляемой ежегодно Молодёжным Журналом, и новым бас-гитаристом стал Эгон Пока (Póka Egon). Группа совершила успешный тур по странам Скандинавии, а затем дала концерт на Kisstadion совместно с группами «Atlasz» и «Tolcsvay», после которого Dusán также оставил группу, поскольку ему надоели частые гастроли, и его место занял новый гитарист Ласло Модьороши (Mogyorósi László) из «Syrius». Одновременно с этим Brunner Győző ушёл в хард-рок-группу «Taurus», и будущее «Metro» стало неопределённым. Осенью 1971 года Zorán решил полностью обновить состав команды, в которую вошли три музыканта из «Juventus»: барабанщик Szigeti Béla, гитарист Hanka Péter и вернувшийся в команду саксофонист Elekes Zoltán, а также бас-гитарист Tihanyi Gyula и вокалист Novák András из «Szivárvány» и тромбонист Tóth Béla. Однако получившийся в итоге состав оказался недолговечным, и в итоге летом 1972 года Zorán признал, что его группа окончательно распалась, и в дальнейшем сосредоточился на своей соло-карьере. Осенью он представлял Венгрию на Музыкальном Фестивале в Сопоте, где занял 11-е место.

## Синглы
1966 — Mi Fáj? (на второй стороне — Aradszky László: «Ismeretlen Lány»)

1967 — Édes évek / Álmodozom a világról 

1967 — Végre Itt Van Az Óra (на второй стороне — Máthé Péter: «Tűnj El A Környékről»)

1967 — Bell A Részeges Kutya / Roppant Kényes / Feltámadtál / Viharvirág

1968 — Egy fiú és egy lány / Bábel 

1968 — Nem Vagyok Elveszett Ember (на второй стороне — Atlantis: «Lángoló Tűz»)

1968 — Dohányfüstös Terem / Pár Csepp Méz

1968 — Azért is az égben járok / Törött pohár 

1968 — Valami újat szeretnék / Nelly 

1969 — Hómadár / Mária Volt

1969 — Fehér sziklák / Hétköznapi semmiség 

1969 — Ő meg én / Kamasz kislány 

1970 — Citromízű banán / Felmásztam egy jó nagy fára 

1970 — Ülök egy rózsaszínű kádban / Okos Szamár

## Альбомы
1969 — Metro 

1970 — Egy este a Metro Klubban…